# Šugnijski jezik
Šugnijski jezik (ISO 639-3: sgh; shugni, shughni, shugnan-rushan), pamirski jezik kojim govori skupina plemena na području Tadžikistana i Afganistana, poglavito na Pamiru, a pripada podskupini shugni-yazgulami sa sarikolskim i jazguljamskim jezikom. 
Postoji više dijalekata kojima se služe tamošnja plemena, to su: rushani (rushan, roshani, oroshani), bartangi (bartang), 15 000; oroshor (roshorvi), 1 500 - 2 000; khufi (khuf, chuf); shughni (shugan, shugnan, shighni, khugni), 20 000; khufi i bartangi. 
U Tadžikistanu ga govori ukupno 40 000 (1975 SIL) a etničkih ima 73 000 (1990 A. Kibrik), i to 50 000 Shugni, 2 000 Oroshor, 18 000 Rushan, 800 Khufi, 3 000 Bartanga. U Afganistanu ima 20 000 govornika (1994).
Dijalekti khufi i bartangi možda su posebni jezici. 

## Vanjske poveznice
- Ethnologue (14th)
- Ethnologue (15th)